# Cayo Casio Longino (cónsul 171 a. C.)
Cayo Casio Longino  fue un político y militar de la República romana que ocupó el consulado en el año 171 a. C., junto con Publio Licinio Craso.
Era de ascendencia incierta, pero sin duda miembro de la familia de los Casios Longinos. 
En 173 a. C. fue escogido decenviro para distribuir algunas tierras de Liguria, y dos años después, en 171 a. C., fue cónsul con Publio Licinio Craso.
Casio Longino no recibió el mando militar que esperaba durante la tercera guerra macedónica. Fue enviado en su lugar a la provincia de Galia Cisalpina, al norte de Italia, para preparar una defensa contra los ataques macedonios. Ignorando las órdenes, decidió reunir a su ejército en Aquileia con treinta días de provisiones, dirigiéndose luego al sur, entrando en Iliria para adentrarse en Macedonia. El Senado romano, al conocer sus movimientos por unos embajadores aquileyos, envió tres delegados, Marco Cornelio Cetego, Marco Fulvio y Publio Marcio Rex, para decirle que no podía hacer la guerra a menos que lo decretase el Senado y le llamó de vuelta a Roma.
En el camino de vuelta, Casio Longino llevó a su ejército por los Alpes, saqueando sin piedad a los escordiscos y a otros pueblos celtas, y consiguiendo miles de esclavos. 
En 170 a. C. fue legado en Macedonia del cónsul Aulo Hostilio Mancino y fue acusado en el Senado por los embajadores del rey galo Cincibilo, así como por los enviados de los carnios, istrios y yapigios, alegando que los había tratado como enemigos cuando había pasado por sus territorios para ir a Macedonia; este órgano determinó que las pruebas eran fehacientes y dictaminó la entrega de una serie de regalos en compensación por los daños causados, pero consideró que no podía condenar a un hombre de rango consular sin escucharlo, cosa que no podía hacer puesto que estaba ausente por servir al Estado. 
Tras la vuelta a Roma de Casio, fue elegido censor en 154 a. C. con Marco Valerio Mesala. Los censores construyeron un teatro que fue derribado por orden del Senado, a propuesta de Publio Escipión Nasica que alegó que se usaba para representaciones que atentaban contra la moral pública.
Hacia el final de su vida tuvo un enfrentamiento judicial con Marco Porcio Catón. El discurso de este último, que pronunció en su defensa, existía aún en tiempos de Gelio.